# Akiba Tadahiro
Akiba Tadahiro (sinh ngày 13 tháng 10 năm 1975) là một cầu thủ bóng đá người Nhật Bản.

## Đội tuyển bóng đá quốc gia Nhật Bản
Akiba Tadahiro được triệu tập vào đội tuyển Nhật Bản tham dự Thế vận hội Mùa hè 1996.